# Лайош Шимонкаї
Лайош Шимонкаї (угор. Simonkai Lájos; справжнє ім'я угор. Simkovics Ludwig Philipp; 1851, Ньїредьгаза — 2 січня 1910, Будапешт) — угорський ботанік, дослідник флори Угорщини.

## Біографія
Народився в 1851 в Ньїредьхазі, рано втратив батька. Там же здобув вищу освіту, потім продовжив навчання в Пряшівському університеті, а закінчував у Будапешті під керівництвом Вінсента Борбаша. У 1874 він отримав право викладання в середніх школах і в тому ж році захистив докторську дисертацію. З 1875 був учителем середньої школи в Надь Вараді, в 1880 був переведений в Панчево, а потім в Арад. 1883-1884 навчальний рік він провів у Відні, вивчаючи ботаніку під керівництвом Антона Кернера і Ю. Візнера. З 1886 публікує свої роботи під ім'ям Lájos Simonkai. У 1891 стає викладачем гімназії VII району Будапешта, а з 1892 і до кінця свого життя читає лекції по геоботаніці в Будапештському університеті. У гімназії він працював до 1908, потім вийшов на пенсію, щоб віддавати весь свій час заняттям дендрологією.

## Внесок у науку
Описав близько 500 нових таксонів, повний перелік яких надано в роботі Jenő Béla Kümmerle «Nomenclator Simonkaianus».

## Рослини, названі на честь Л. Шимонкаї
- Draba simonkaiana Jav., 1910
- Knautia ×simonkaiana Szabó, 1910
- Aconitum simonkaianum Gáyer, 1907